# Komissar
Komissar é um filme de drama soviético de 1967 dirigido e escrito por Aleksandr Askoldov. Foi selecionado como representante da União Soviética à edição do Oscar 1989, organizada pela Academia de Artes e Ciências Cinematográficas.

## Elenco
- Nonna Mordyukova
- Rolan Bykov
- Lyudmila Volynskaya
- Vasily Shukshin
- Raisa Nedashkovskaya